# Deutsche gesang ihre grossen erfolge
Albums de Dalida
Sus mas grandes exitos
(2008) Dalida Glamorous
(2009)
Deutsche gesang ihre grossen erfolge est une double compilation parue en 2008 regroupant les plus grands succès de Dalida en allemand.
Cette compilation fera partie du coffret 7 cd Dalida, d'ici et d'ailleurs commercialisé en 2009.

## Liste des titres de l'album

### CD 1
Am Tag als der Regen 
Tschau tschau bambina 
Wenn die Soldaten
Du bist gegangen
Pépé
Milord 
Rosen im Dezember  
Das Mädchen von Piräus 
Romantica  
Melodie poesie 
Mein blauer luftballon 
Am jenem tag 
Melodie aus alter Zeit
Aïe mon cœur
Orfeo 
Der joe hat mir das herz gestohlen
Was wird mein Charly tun 
Komm senorita komm 
Parlez-moi d’amour  
Hello boy 
Ich fand ein Herz in Portofino 
Abschiedsmelodie 
Gigi, bist Du das dort ?

### CD 2
Er war gerarde 18 jahr (Il venait d'avoir 18 ans)
Nein, Zärtlich bist du Nich 
Captain sky
Das lied vom clown
Worte, nur worte (Paroles Paroles) 
Um nicht allein zu sein 
Mein lieber herr 
Spiel : Spiel Balalaika
Mon cherie 
Gigi der Geliebte (Gigi l'amoroso) 
Buona sera fantasia (Le restaurant italien)  
Komm Züruck (J'attendrai) 
Mama 
Der charme der kleine worte (Les petits mots) 
Die shlüssel der liebe (Les clefs de l'amour) 
Ciao amore ciao 
Lieber kleiner Mann  (Mon petit bonhomme) 
Nie (Eux) 
Regenzeit-Tränenleid (Quelques larmes de pluie)
Ich werde warten (Je n'ai jamais pu t'oublier) 
Am tag als der Regen kam (version réorchestrée).